# Reinier van Bourbon-Sicilië

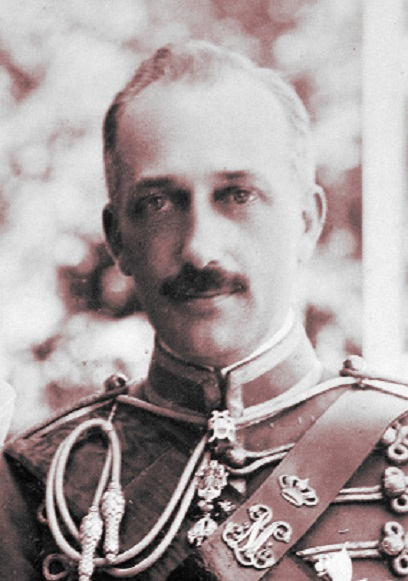
Reinier van Bourbon-Sicilië

Reinier Maria Gaetano van Bourbon-Sicilië, hertog van Castro, (Cannes, 3 december 1883 - Roquebrune-sur-Argens, 13 januari 1973) was een prins der Beide Siciliën en een van degenen die aanspraak maakte op de titel van Hoofd van het huis Bourbon-Sicilië.
Hij was het negende kind van Alfons en Maria Antoinette Guiseppa van Bourbon-Sicilië. Na het overlijden van zijn oudste broer Ferdinand werd hij door vrijwel de gehele familie aangewezen als familiehoofd. Zijn enige oudere broer Karel Maria had namelijk in december 1900 afstand gedaan van zijn rechten, mede omdat hij rechten wilde laten gelden op de Spaanse troon. Karel Maria's zoon, Alfons Maria meende evenwel dat zijn vader slechts afstand had gedaan van zijn eigen rechten en claimde de titel eveneens. Hij werd hierin niet gesteund door zijn familie, noch door de meeste Europese vorstenhuizen. Slechts het Spaanse koningshuis steunt de claim van Alfons Maria en zijn nazaten.
In 1966 deed Reinier afstand van zijn rechten, ten gunste van zijn zoon.
In 1923 trouwde Reinier in Vyšné Ružbachy met zijn nichtje, gravin Maria Carolina Zamoyska (22 september 1896-9 mei 1968), lid van de familie Zamoyski. Het paar kreeg twee kinderen:
- Maria del Carmen (13 juli 1924)
- Ferdinando (28 mei 1926-20 maart 2008), huwde Chantal de Chevron-Villette (10 januari 1925-24 mei 2005)

Sinds 2008 is Ferdinando's zoon Carlo hoofd van het huis.